# Richard Cramer (Bauingenieur)

Richard Cramer, um 1905

Richard Cramer (* 13. Juni 1847 in Köthen; † 9. September 1906 in Berlin; vollständiger Name: Richard Edmund Otto Cramer) war ein deutscher Bauingenieur.

## Leben
Richard Cramer war der Sohn eines Schul- und Konsistorialrates. Nach dem Abitur machte Cramer ein sechsmonatiges Praktikum in der Dingler'schen Maschinenfabrik in Zweibrücken. Von Oktober 1865 bis Oktober 1868 studierte er an der damaligen Berliner Gewerbeakademie, einer Vorgängerin der heutigen Technischen Universität Berlin. 1867 redigierte er den Hütte. Cramer arbeitete als Konstrukteur bei den Unternehmen Hoppe und Hummel, bei den Neubauten der Berlin-Potsdam-Magdeburger- (seit 1871) und bei denen der Berlin-Anhaltische Eisenbahn-Gesellschaft (1874 bis 1877). Anschließend übte er seinen Beruf als selbständiger Zivilingenieur aus. 1888 wurde er gerichtlicher Sachverständiger für Baukonstruktionen und Aufzüge.
Cramer wurde 1894 zum außerordentlichen Mitglied der Königlichen Akademie des Bauwesens ernannt und später zum ordentlichen Mitglied. Im Jahre 1899 erhielt er den nichtakademischen Titel Baurat, bei der Wiedereröffnung des Königlichen Schauspielhauses nach dem großen Umbau unter seiner Mitarbeit wurde er durch die Verleihung des Roten Adler-Ordens IV. Klasse ausgezeichnet. 1906 erhielt er den Professorentitel.
Cramer war seit 1877 Mitglied des Vereins Deutscher Ingenieure (VDI) und des Berliner Bezirksvereins des VDI. Er war mehrfach im Vorstand des Bezirksvereins und vertrat seinen Bezirksverein auch im Vorstandsrat des VDI. Er war ebenfalls Mitglied des Berliner Architekten-Vereins und des Verbandes deutscher Architekten- und Ingenieurvereine. Der Akademische Verein Hütte ernannte Cramer zu seinem Ehrenmitglied.
Richard Cramer starb im September 1906 an einem Herzinfarkt.

## Arbeiten
- Lichthofdach und Kuppelsaal der Ruhmeshalle (des ehemaligen Zeughauses) in Berlin
- Umbauten im Alten und Neuen Museum, konstruktive Teile des Museums für Naturkunde, des Museums für Völkerkunde, der Reichsbank, der Börse, des Reichspostmuseums, des Landtagsgebäudes, des Pergamonmuseums, der Skulpturenhalle am Landesausstellungsgebäude in Moabit, des Hessischen Landesmuseums in Darmstadt usw.
- stattliche Zahl von Kirchen und Synagogen (Synagoge in der Lützowstraße in Berlin, 1898) innerhalb und außerhalb Berlins